# Coppa del Belgio (calcio a 5)
La Coppa del Belgio (fr. Coupe de Belgique, ned. Beker van België) è la seconda competizione più importante del campionato belga di calcio a 5 dopo la Division 1. Come quest'ultima, essa si disputa sotto l'egida della Federazione calcistica del Belgio. 

## Storia
La Coppa del Belgio è stata istituita nel 1991. Dall'esito storicamente incerto, la competizione è stata monopolizzata nell'ultimo decennio dall'Halle-Gooik, divenuto Anderlecht nel 2022, capace di vincere otto titoli tra il 2014 e il 2025. Le edizioni 2019-2020 e 2020-2021 non sono state concluse a causa della Pandemia di COVID-19 in Belgio.

## Albo d'oro
- 1991-1992:  Dinamo St. Niklaas (1)
- 1992-1993:  Sint-Truiden (1)
- 1993-1994:  Ter Linde (1)
- 1994-1995:  Ford Genk (1)
- 1995-1996:  Ford Genk (2)
- 1996-1997:  ONU Seraing (1)
- 1997-1998:  Eisden (1)
- 1998-1999:  ONU Seraing (2)
- 1999-2000:  TL Ranst (1)
- 2000-2001:  Berchem (1)
- 2001-2002:  Kickers Charleroi (1)
- 2002-2003:  TLR Anversa (2)
- 2003-2004:  Action 21 (1)
- 2004-2005:  Action 21 (2)
- 2005-2006:  Action 21 (3)

- 2006-2007:  Action 21 (4)
- 2007-2008:  C80 Malle (1)
- 2008-2009:  MB Morlanwelz (1)
- 2009-2010:  Action 21 (5)
- 2010-2011:  FT Anversa (1)
- 2011-2012:  Châtelineau (1)
- 2012-2013:  Châtelineau (2)
- 2013-2014:  Châtelineau (3)
- 2014-2015:  Halle-Gooik (1)
- 2015-2016:  Halle-Gooik (2)
- 2016-2017:  Hasselt (1)
- 2017-2018:  Halle-Gooik (3)
- 2018-2019:  Halle-Gooik (4)
- 2019-2020: non conclusa
- 2020-2021: non conclusa

- 2021-2022:  Halle-Gooik (5)
- 2022-2023:  Anderlecht (6)
- 2023-2024:  Anderlecht (7)
- 2024-2025:  Anderlecht (8)